# Zulfikar Ali Bhutto
Zulfikar Ali Bhutto (5. januar 1928–4. april 1979) var en meget indflydelsesrig pakistansk politiker.
Bhutto grundlagde i 1967 det islamiske socialist og centrum-venstre parti Pakistan Peoples Party (PPP), der siden har været landets største og mest indflydelsesrige parti. Bhutto overtog præsidentembedet i december 1971 efter Vestpakistans militære nederlag til Indien i Bangladeshkrigen og fungerede som præsident indtil 1973, hvor han blev Pakistans første folkevalgte premierminister.
Som et resultat af politisk rivalisering blandt ledende pakistanske magtgrupper foranstaltede militæret under ledelse af general Muhammad Zia-ul-Haq et statskup den 5. juli 1977, hvorunder Bhutto og hans regering blev afsat og arresteret. Han blev løsladt og Zia-ul-Haq lovede at gennemføre et valg, et løfte som ikke blev opfyldt. Derimod blev Bhutto atter arresteret og forsøgt dømt for magtmisbrug, korruption, m.m., men Pakistans Højesteret frikendte Bhutto fra anklagerne, som dommerne fandt modsætningsfyldte og ikke-underbyggede. Militærstyret udskiftede dommerne og fabrikerede en ny anklage for mord på en politisk modstander, og efter en ensidig skueproces, hvor Bhutto blev frataget en række elementære rettigheder og anklagernes vidner blev holdt fængslet indtil de havde afgivet de ønskede vidneudsagn, blev Bhutto fundet skyldig og dømt til døden. Alle forsøg på benådning eller en genoptagelse af sagen blev afslået, og henrettelsen blev eksekveret den 4. april 1979.
Efter Bhuttos død overtog hans kone Nusrat Bhutto, der var af iransk oprindelse, i en periode ledelsen af Pakistan Peoples Party. Senere blev partiets ledelse overtaget af parrets datter Benazir Bhutto, som i to perioder fungerede som Pakistans premierminister. Efter attentatet på Benazir Bhutto den 27. december 2007 er partiets ledelse delt mellem Benazir Bhuttos mand Asif Ali Zardari og deres søn Bilawal Bhutto Zardari

## Dokumentarfilm om Zulfikar Ali Bhutto
I april 2008 var der premiere på en dokumentarfilm om Zulfikar Ali Bhuttos liv. Filmen er lavet af den prominente pakistanske journalist og mediepersonlighed Javed Malik og premieren foregik i overværelse af Yousaf Raza Gillani, Pakistans premierminister, der leder den fungerende regering fra Pakistan Peoples Party, det parti, der blev grundlagt af Zulfiqar Ali Bhutto.